# Juan Ignacio Velásquez
Juan Ignacio Velásquez nació en Medellín  el 14 de julio de 1977. Es un periodista  y presentador colombiano que inició su carrera en el canal Teleantioquia, como conductor de los programas Musinet, Relatos de Viaje y El hombre de la casa.
En 2004 viajó a España a estudiar cine en el MIC (Instituto de Cine de Madrid) y aprender del mundo taurino, que ha sido su afición junto con el periodismo y los caballos.
Durante el segundo semestre de 2008 se trasladó a Bogotá, para ser presentador de la sección Caracol y Bancolombia más cerca, en reemplazo de Iván Lalinde. Luego pasó a presentar Noticias Caracol, y después en Día a Día, con María Cecilia Botero. Tres años más tarde, se retiró de ambos programas, para presentar junto con Margarita Rosa de Francisco y La Toya Montoya la versión del Desafío 2011. Actualmente se desempeña como Gerente de Programas de Entretenimiento de Caracol Televisión